# Watertoren (Wassenaar)
Voor de bouw van de watertoren in Wassenaar werd een open prijsvraag uitgeschreven. De gemeente schreef een prijsvraag uit voor het ontwerp van een watertoren ten behoeve van Wassenaar zelf en een tiental omliggende dorpen. Het uitgangspunt van de prijsvraag was dat de watertoren de natuurlijke omgeving zo weinig mogelijk zou ontsieren. Verder werd de architect grote vrijheid gelaten. Alleen de grootte van het reservoir en de gang hier omheen, de lekvloer en de hoogte van de bouwsom waren gegeven.
Deze prijsvraag maakte duidelijk dat het ontwerpen van een watertoren voor vele vooraanstaande architecten een uitdaging betekende. Er werden maar liefst 184 plannen ingestuurd. De prijsvraag werd gewonnen door door architect J.P.L. Hendriks uit Rotterdam. Zijn ontwerp  in de Delftse Schoolstijl werd in 1928 gebouwd aan het einde van de Hazelaan in Wassenaar.
De toren had een hoogte van 48,65 meter en één waterreservoir van 500 m³. De watertoren was een massieve ronde toren, doordat de toren vanaf het maaiveld als een geheel werd opgetrokken, zonder onderscheid te maken tussen het reservoir en de rest van de toren. De toren werd opgetrokken in geelgrijze baksteen en had een iets vooruitspringende plint in een contrasterend metselverband. De ingang bestond uit een rechthoekige deuropening. Hierboven bevond zich een bovenlicht in de vorm van een rondboogvenster. In dit vester bevond zich een sierlijk bewerkt smeedijzeren hekwerk. Het bovenlicht had rondom een decoratie van uitspringende bakstenen. De toren had rondom een aantal smalle, hoge vensteropeningen. Op de toren stond een lantaarn van gewapend beton met daarop een houten torenspits. 
Onder tijdgenoten van Hendriks, ingenieurs en architecten, waren de meningen over het ontwerp verdeeld. Zo betoogde Ir. A.H. van Rood dat de toren niet herkenbaar was als een watertoren. Het waterreservoir kwam in zijn ogen niet in het ontwerp tot uitdrukking waardoor de verschillende ruimten niet tot hun recht kwamen. Hij verweet de jury dat ze zich had laten leiden door sentimentele esthetische overwegingen in plaats van door de roep om efficiency en rationalisme.
Volgens J. Zietsma daarentegen had de ontwerper de vorm uitstekend aan het landschap aangepast. Ook zou de romp van Hendriks' watertoren moeilijk rationeler op te lossen zijn geweest; juist in dit geval leidde, aldus Zietsma, het geheel afzien van een accentueren of demonstreren van het reservoir in het uiterlijk tot de beste oplossing.

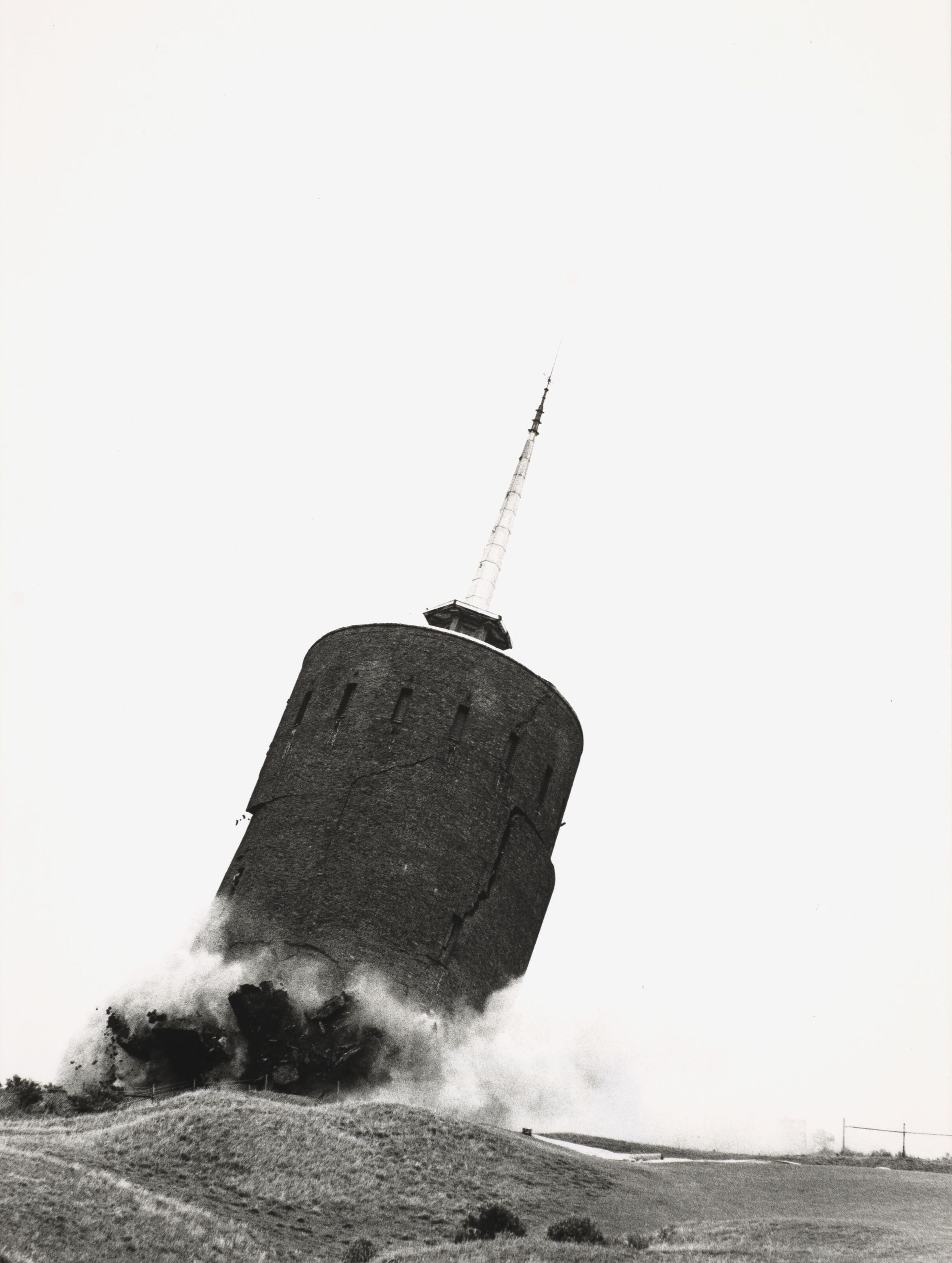
Sloop van de watertoren (1990)

In 1970 werd de watertoren buiten gebruik gesteld en op 21 september 1990 met behulp van springstof gesloopt.